# Marnon-Thomas Busch
Marnon-Thomas Busch (Stade, 8 december 1994) is een Duits voetballer die bij voorkeur als rechtsback speelt. Hij staat onder contract bij Werder Bremen, waar hij doorstroomde vanuit de eigen jeugdopleiding.

## Clubcarrière
Busch verruilde in 2007 TuS Güldenstern Stade voor Werder Bremen. Tijdens het seizoen 2012/13 debuteerde hij in het tweede elftal. Op 23 augustus 2014 debuteerde Busch in de Bundesliga tegen Hertha BSC. Hij mocht na 85 minuten invallen voor Izet Hajrović. In de twee daaropvolgende competitiewedstrijden, tegen Bayer Leverkusen en FC Augsburg, mocht hij telkens invallen. Op 23 september 2014 kreeg hij zijn eerste basisplaats in het thuisduel tegen Schalke 04.